# Калта
Калта (кирг. Калта) — село в Узгенском районе Ошской области Кыргызстана. Входит в состав Джыландынского аильного округа. Код СОАТЕ — 41706  255 815 02 0

## Население
По данным переписи 2023 года, в селе проживало 924 человек.